# بنای امامزاده صالح
بنای امامزاده صالح مربوط به سدهٔ ۴ و ۵ ه.ق است و در خرمدشت، داخل شهر واقع شده و این اثر در تاریخ ۲۵ اسفند ۱۳۸۰ با شمارهٔ ثبت ۵۴۸۶ به‌عنوان یکی از آثار ملی ایران به ثبت رسیده است.